# Карром

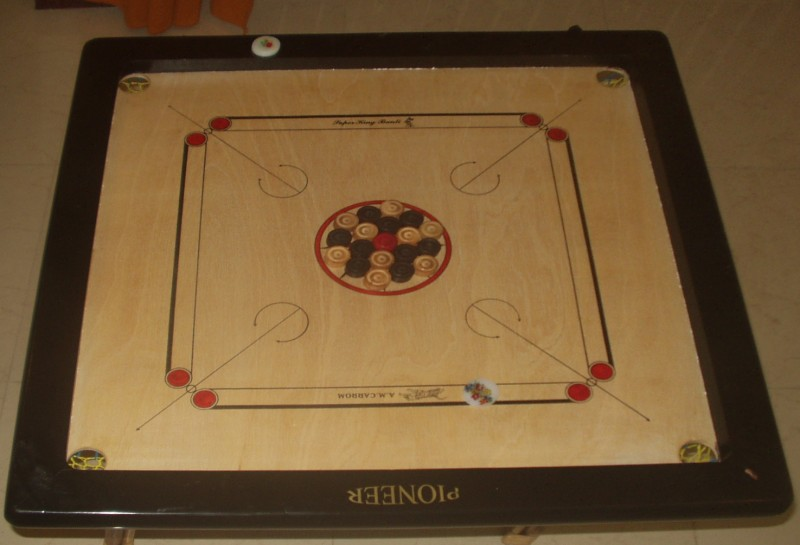
Игральная доска карром

Карром или каррум — разновидность настольной игры, являющаяся чем-то средним между бильярдом и шаффлбордом. В разных частях земного шара игра также называется карум, карам, каром, а в Индии или Непале — бильярд на пальцах. На языке пенджаби игра называется фатта.

## История игры

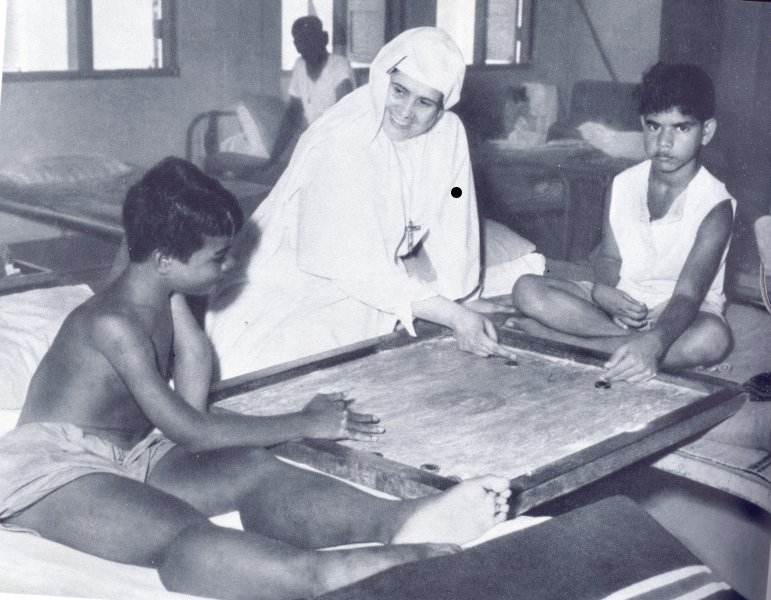
Двое детей играют в карром (Индия)

Где впервые появилась игра карром, неизвестно. Западные источники указывают на индийские корни этой игры. В это же время индийские источники называют родиной игры Великобританию. В других источниках Китай, Йемен, Эфиопия, Зимбабве, Шри-Ланка или Северная Африка указываются как места появления каррома. На Западе, где часто играют коротким кием, используемом также в бильярдных играх, игра могла появится самостоятельно, как разновидность бильярда и шаффлборда.
В игры, похожие на карром, играют по всему свету и историю появления этих игр отследить очень сложно. В Дании похожая игра называется боб и в ней используют кий, а не пальцы. На острое Ява и в Мексике существуют игры, похожие на карром, в них используются пробки от бутылок вместо фишек. В Северной Америке есть целый ряд игр, очень похожих на карром: крокинол, пичнат и пичноте.

## Оборудование
В карром играют на доске квадратной формы, сделанной из лакированной многослойной фанеры. Стандартный размер игрового поля 72 на 72 сантиметра (29 дюймов). Поле имеет бордюр, сделанный из дерева. В каждом из четырёх углов доски имеется луза. Если в бильярде используются шары, то в карроме — фишки, выполненные в виде небольших дисков. В игре используется один диск называемый «битой» (striker) и несколько дисков, называемых carrom-men. Цель игры заключается в том, чтобы при помощи ударов и щелчков пальцами по striker загнать больше, чем соперник, дисков в лузы.

### Доска для игры в карром
Игровая поверхность доски для каррома может быть сделана из фанеры или любого другого дерева, схожего по гладкости и ровности. Толщина доски не должна быть меньше 8 мм. Доска является квадратом, у которого длина стороны должна быть не меньше 73,5 см и не больше 74 см. Поверхность доски должна быть абсолютно ровной.

### Бортики
Вокруг игрового поля должен располагаться бортик, сделанный из любой породы твердого дерева. Чаще всего бортики делают из розового дерева. Высота бортика должна быть не меньше 1,9 см и не больше 2,54 см от игровой поверхности доски. Ширина бортика обычно бывает от 6,35 см до 7,6 см.

### Лузы
Лузы расположены в углах игровой доски. Луза — круглое отверстие в игровой поверхности с диаметром 4,45 см (с точностью 0,15 см).

### Разметка игрового поля
а) Параллельно каждой стороне игрового поля наносятся чёрной краской две прямые линии длиной 47 см (допустимая погрешность 0,3 см). Первая из двух линий, расположенная ближе к бортику (на расстоянии 10,15 см), имеет толщину 0,5-0,65 см и называется основной. На расстоянии 3,18 см от основной линии располагается вторая, более тонкая. б) На концах основной линии нарисованы круги диаметром 3,18 см. Внутри этих кругов рисуются дополнительные круги красного цвета диаметром 2,54 см. Эти круги называются основными кругами. Эти круги рисуются прямо между двумя линиями таким образом, чтобы касаться обеих. Расстояние между двумя базовыми кругами, расположенными на соседних базовых линиях, должно составлять порядка 1,27 см.

### Стрелки
Четыре стрелки, чёрного цвета, толщиной не больше 0,15 см нарисованы из углов игрового поля, проходят между базовыми кругами и расположены под углом 45 градусов к сторонам игрового поля. Длина стрелки не превышает 25,70 см. Расстояние от конца стрелки до лузы должно быть 5 см. На другой стороне линии может быть нарисована декоративная дуга диаметром 6,35 см, на обоих концах которой изображаются стрелочки, направленные в сторону лузы.

### Центральный круг
В самом центре игровой доски рисуется чёрный круг диаметром 3,18 см (точность 0,16 см), внутренняя часть которого закрашивается красным цветом. Этот круг называется центральным.

### Внешний круг
На доске для игры в карром имеется и вторая окружность — внешний круг. Он имеет диаметр 17 см и центр его совпадает с центральным кругом. Внешний круг наносится чёрным цветом. Допустимы различные декоративные элементы внутри этого круга.

### Фишки

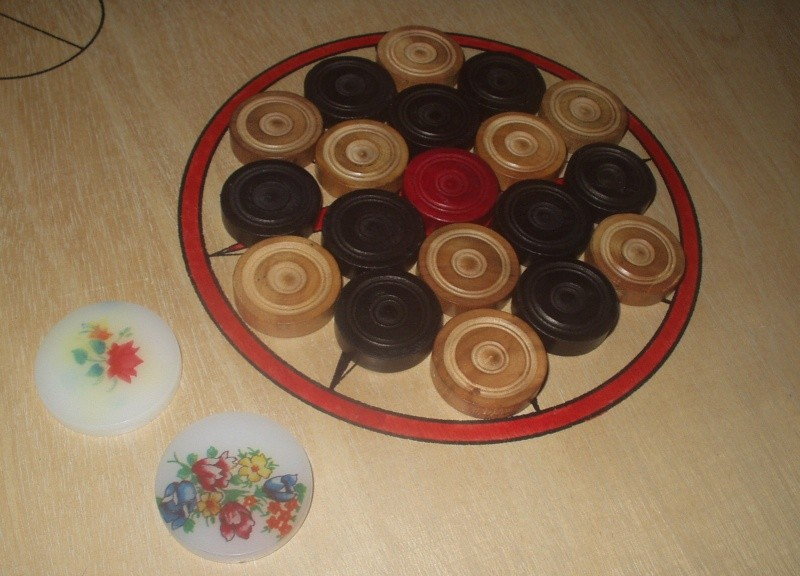
Начальная позиция в игре

Фишки для игры в карром называются carrom-man. Это небольшие диски, обычно они изготавливаются из дерева, но бывают и пластиковыми. Фишки имеют гладкую поверхность, которой они соприкасаются с игральной доской. Ровная и гладкая поверхность позволяет фишке свободно скользить по доске.
В игре используются фишки двух цветов, традиционно это чёрный и белый. Первый удар делает игрок белыми фишками. По стандартам фишки должны быть круглыми и ровными, диаметр одной фишки от 3,02 до 3,18 см при толщине 7-9 мм. Вес одной фишки от 5 до 5,5 граммов.

### Королевская фишка
Королевская фишка или просто королева — это самая могущественная фишка в игре, именно поэтому её цвет отличается от других фишек (чаще всего она красная). В начале игры её располагают в самом центре доски. Игрок, выбивающий королевскую фишку, получает к своему счету 5 дополнительных «королевских очков». Игрок получает право выбить королевскую фишку, только если все его обычные фишки уже выбиты.
По правилам IFC размер и масса королевской фишки не отличается от характеристик обычных фишек.

### Бита
Бита — это специальная фишка, отличающаяся от других большим весом и размером, которая используется для выбивания других фишек. По правилам ICF бита должна быть круглой, ровной и гладкой. Диаметр биты не должен превышать 4.13 см, а вес — 15 граммов. Костяные и металлические биты запрещается использовать во время турниров.

### Порошок
Правила ICF разрешают использование специального порошка для поддержания сухости и скользкости игровой доски и фишек. В Великобритании распространён специальный спрей, обладающий антистатическими свойствами и содержащий в себе порошок с частицами размером 50 микрон.

## Правила

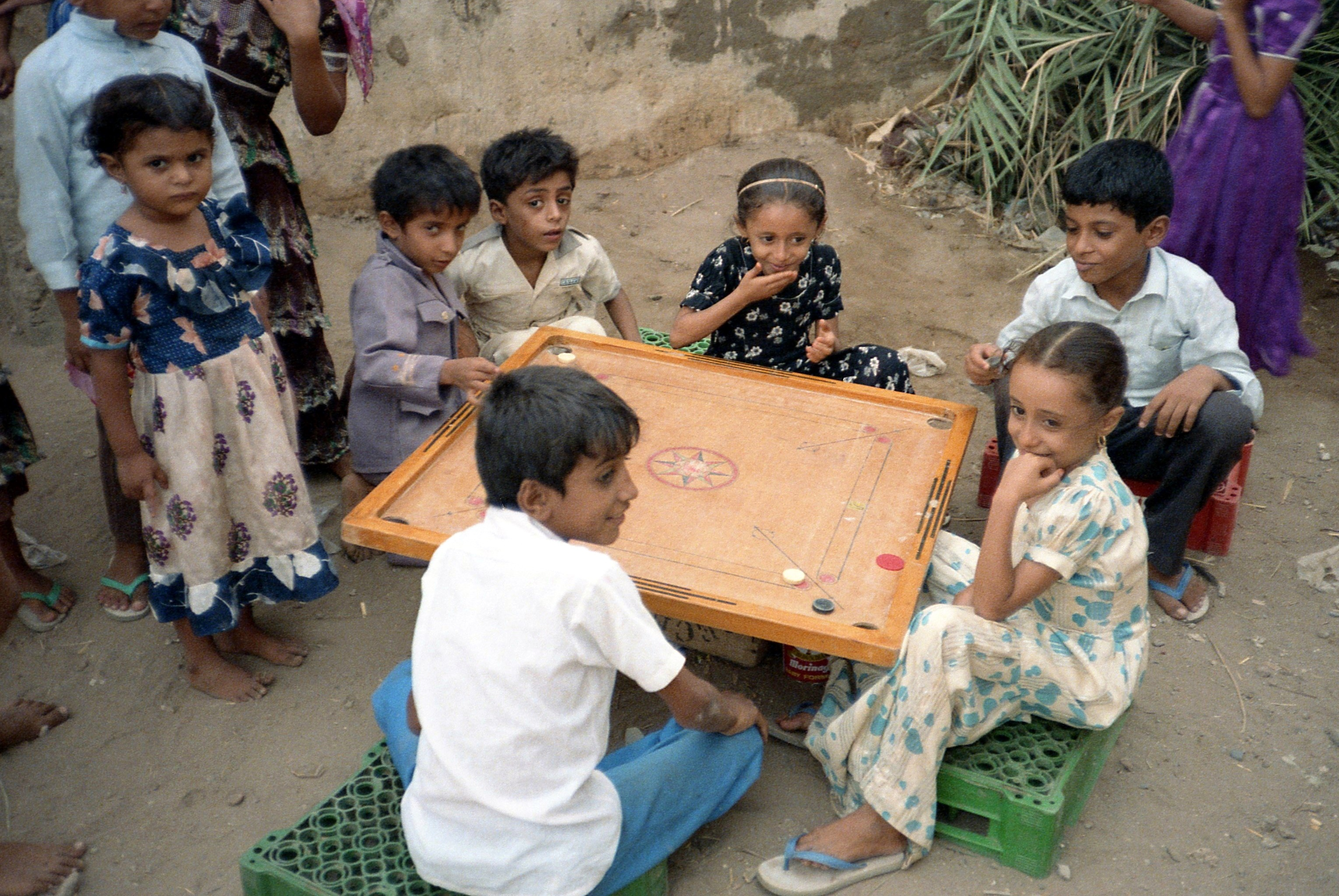
Дети играют в карром

Международные правила (иногда называемые «законами каррома») пропагандируются Международной федерацией каррома (ICF), созданной в Индии. Эта же организация ведет рейтинг игроков, санкционирует турниры и учреждает награды. В Международную входят следующий национальные федерации: Индийская федерация каррома, Австралийская федерация каррома, Федерация каррома Великобритании и Федерация каррома Соединённых Штатов.

### Розыгрыш
Перед началом каждого матча судья прячет в одной руке белую фишку, а в другой — чёрную. После этого игроки угадывают, фишка какого цвета в какой руке спрятана. Этот процесс называется розыгрышем или «вызовом фишки».
Игрок, победивший в розыгрыше, получает право выбора. Он может выбрать либо право первого удара в игре, либо замены цвета своих фишек (с чёрного на белый). Если победитель выбирает право первого удара, проигравший может выбрать смену цвета, но если победитель выбирает смену цвета, то проигравший должен бить первым.
В игре два на два команда, одержавшая победу в розыгрыше, имеет право сделать точно такой же выбор, что и при игре один на один.

### Удар
Цель игры загнать в лузы все девять фишек противника до того, как он сделает то же самое с вашими фишками.